# フライング・ダッチマン (列車)
フライング・ダッチマン（英語: Flying Dutchman）は、かつてロンドンパディントン駅とエクセターを結んでいた旅客列車である。1849年から1892年まで、グレート・ウェスタン鉄道（GWR）とブリストル・アンド・エクセター鉄道を通って運行されていた。グレート・ウェスタン鉄道が延長されるにつれて、列車の目的地はプリマスへ、そして一時はペンザンスへ変更された。

## 初期
フライング・ダッチマンという名前は複雑な歴史を持っている。ロンドン・アンド・ノース・イースタン鉄道（LNER）のA1形やイギリス国鉄の55形など多くの蒸気機関車やディーゼル機関車にも「フライング・ダッチマン」という名前を付けた例があったが、いずれも1849年にダービーステークスとセントレジャーステークスに勝った有名な競走馬、ザフライングダッチマンから取られたものである。そして競走馬の名前は有名なオランダの提督、マールテン・トロンプにちなんでいる。
1845年には、パディントンとエクセターを結ぶ午前の9時30分発急行列車は、途中ディドコット、バース、ブリストル、トーントンに停車して5時間で走っていた。これは同年中に4時間30分に短縮された。1848年には、パディントン発の時間は9時50分となり、ディドコットまでの53.1マイル（約85.5キロメートル）を55分で走り、平均時速57.9マイル（約93.2 km/h）の世界記録を達成した。復路はエクセター発11時45分であった。1849年に列車に「フライング・ダッチマン」の愛称が付けられ、途中チッペナムに追加停車したが、所要時間は伸ばされなかった。復路の出発時刻は12時30分に変わり、これによりパディントン到着は17時となった。
1850年代には所要時間が悪化したが、1862年にロンドン・アンド・サウス・ウェスタン鉄道（LSWR）がロンドンウォータールー駅とエクセターを4時間45分で結ぶ列車の運転を開始すると、フライング・ダッチマンのパディントン発時刻は11時45分に変更されたうえで、1840年代の4時間30分の所要時間に戻された。しかしこれは一時的なことで、すぐにエクセターまでの所要時間は5時間5分に伸ばされた。この時点ではパディントンを7両の客車をつないで出発しており、2両はスウィンドンで切り離されて1両をウェイマスへ、1両をチェルトナムへ運行し、さらにニュートン・アボットで追加の2両をトーキー行きに分割した上で、残りの3両がプリマスまで運行された。1867年には、グレート・ウェスタン鉄道にとって状況が悪化してきたため、フライング・ダッチマンの運行は同年10月に終了した。

## 後年
フライング・ダッチマンは1869年に再開され、パディントンからエクセターまで4時間45分で走り始めた。ロンドン・アンド・サウス・ウェスタン鉄道がウォータールーから4時間30分で走る列車を運転開始すると、1871年にはさらに所要時間を短縮した。フライング・ダッチマンはこの時点で、エクセターまでは4時間15分、プリマスまでは6時間15分となり、夏にはペンザンスまで延長した。しかしペンザンスまではさらに3時間余計にかかった。1876年にはロンドン・アンド・サウス・ウェスタン鉄道は本線をプリマスまで延長し、エクセターまで4時間、プリマスまで6時間38分となる列車の運転を開始するとともに、グレート・ウェスタン鉄道が急行列車に一等車と二等車のみを連結していたのに対して、ロンドン・アンド・サウス・ウェスタン鉄道の急行列車では三等車の連結をするようになった。1879年、フライング・ダッチマンはまだ広軌の線路を走っていたが、新しく導入された標準軌の列車と同等になった。この列車はパディントンを15時に出発し、三等車も連結していた。最終的にフライング・ダッチマンにも1890年に三等車が連結された。フライング・ダッチマンの最後の運転は1892年5月29日のことで、なおも広軌の線路の上を11時45分にパディントンを出発していた。翌日からは標準軌の急行列車となったが、区別する名前は特に付けられなかった。